# الرجاء الوقوف (فلم 2018)
الرجاء الوقوف هو فيلم دراما كوميدي أمريكي من بطولة داكوتا فانينغ، توني كوليت وأليس إيف، أنتج في العام 2017، وتم الإفراج عن الفيلم في 26 يناير 2018.

## القصة
تدور أحداث الفيلم حول امرأة شابة تعاني من مرض نفسي يدعى ب متلازمة اسبرجر وهو مرض من أنواع التوحّد، فتهرب هذه الفتاة في محاولة لتقديم مخطوطتها إلى مسابقة «ستار تريك» للمنافسة.

## الأدوار
- داكوتا فانينغ في دور ويندي
- توني كوليت في دور سكوتي
- أليس إيف في دور أودري
- ريفر الكسندر في دور سام
- باتون اوسويلت في دور الضابط فرانك
- مارلا غيبس في دور روز
- مايكل ستال ديفيد في دور جاك
- جيسيكا روث في دور جولي
- جيكوب وسوكي في دور الممرض

## الإحصاءات
الرجاء الوقوف' في الوقت الحالي لديه نسبة 58 % من معدل الموافقة على موقع الاستعراض الكلي روتن توميتوز على أساس مجموعة من 18 الإستعراضات.

## وصلات خارجية
- الرجاء الوقوف على موقع IMDb (الإنجليزية)
- الرجاء الوقوف على موقع ميتاكريتيك (الإنجليزية)
- الرجاء الوقوف على موقع روتن توميتوز (الإنجليزية)
- الرجاء الوقوف على موقع أول موفي (الإنجليزية)
- الرجاء الوقوف على موقع بوكس أوفيس موجو (الإنجليزية)
- الرجاء الوقوف على موقع قاعدة بيانات الفيلم (الإنجليزية)
- الرجاء الوقوف على موقع ليتربوكسد (الإنجليزية)
- الرجاء الوقوف على موقع كينوبويسك (الروسية)